# Jason Bittner
Jason Bittner (Niskayuna, 11 gennaio 1970) è un batterista statunitense.
Dal 2002 è il batterista degli Shadows Fall, dove ha sostituito David German, e dal 2017 è entrato nel gruppo thrash metal Overkill.
Bittner iniziò a suonare la batteria all'età di 10 anni (anche se già da piccolo suonava con i bidoni dell'immondizia).
Prima di arrivare negli Shadows Fall Jason aveva una band chiamata Stigmata.